# Aglaonice snelleni
Aglaonice snelleni är en fjärilsart som beskrevs av Heinrich Benno Möschler 1890. Aglaonice snelleni ingår i släktet Aglaonice och familjen nattflyn. Inga underarter finns listade i Catalogue of Life.